# Trogoderma okumurai
Trogoderma okumurai is een keversoort uit de familie spektorren (Dermestidae). De wetenschappelijke naam van de soort werd in 1964 gepubliceerd door Beal.